# 伊集院松治

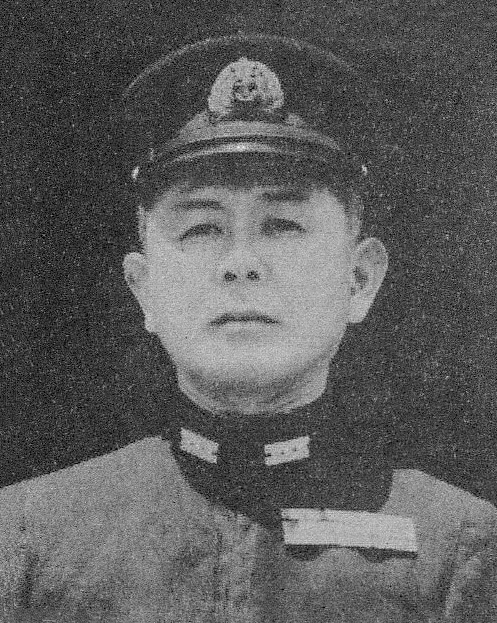
伊集院松治

伊集院松治（1893年4月21日—1944年5月24日）是第二次世界大战期间的一位大日本帝國海軍指挥官，他是海軍元帥伊集院五郎的兒子。伊集院松治在塞班岛战役中阵亡，當時其乘坐的壱岐号在塞班岛北部海域被鱼雷击沉。死後被追授海军中将军衔。